# トム (トムとジェリー)
トーマス・ジャスパー・"トム"・キャット・シニア（Thomas Jasper "Tom" Cat Sr.）またはトーマス・D・キャット（Thomas D Cat）は、『トムとジェリー』に登場する架空のネコのキャラクター。

## 概要
ドタバタコンビ「トムとジェリー」の一方。ジェリーを捕まえようと何度も試みるがいつも失敗している。
グレーもしくはブルーグレーの鉢割れで品種はタキシードブリティッシュキャットのイエネコ。通称は"Thomas Cat"（トーマス・キャット）だが、ほとんどの作品では"Tom Cat"（トム・キャット）と表記されていることが多い（注：もともとtomcatとは「オス猫」を意味する）。ハンナ＝バーベラ期第1作目である『上には上がある』では「ジャスパー」、『オペラ騒動』では「トーマシノ・キャッティ・カザーザ」という名だった。お手伝いさんなどからは「トーマス」と呼ばれることが多いが、ガールフレンドの白猫から「トミー」と呼ばれていたこともある。
作品によっては、世界猫連盟の事務総長や、ねずみ取り選手権のチャンピオンなどセレブな立場の場合もある。その逆に野良猫となって冬空で雪に凍える恵まれない立場の場合もある。いずれの立場でも飼い主が出てこない事がある。ネズミ捕りの世界チャンピオンに就いている時には、職務上の退治技術としての毒薬（猫いらず）を使用したりもする。
作中で登場する他の動物が人語を話す場合があるのに対し、トムは台詞をめったにしゃべらないキャラクターとして設定されており、必要な場合は筆談を用いる（笑い声、悲鳴、心の中で文字を読む声などはある。ジェリーよりは台詞をしゃべるシーンは多い）。しかしメス猫などを口説くときは言葉を使うことがあり、恋のとりこではトゥードルスに何かを話しているようなシーンもある。日本語版では日本の視聴者に対しての説明のため、筆談のため英語でトムが書いた文章などを、日本語のセリフでしゃべる場合があり、一人称は「俺」もしくは｢僕｣。特にTBS版、肝付兼太吹替担当分のソフト版では翻訳を目的としない身振り手振りや表情に合わせた独自の台詞が多い。

## キャラクター

### 外見
体色は灰色または水色・紺色など、青系の色。口周り、手首足首から下、長い尻尾の先は白、腹部は周囲より薄い色。製作時期により顔の形、色が若干異なる。眉が太く、目の色は黄、瞳の色は黒と緑で描かれることが多い。
毛皮は着脱可能で、何らかの原因で毛皮を剥ぎ取られたり刈られた際にランニングシャツと赤い猿股を顕にすることが多い（ブッチはじめ他のネコは、猿股だけか下着そのものを着ないことが多い）。手足の白い部分も手袋や靴下のように描かれることがある。

### 体質
二足歩行ができる。身長は人間の腰ほどもあって、子犬やハイハイをしている人間の赤ん坊を片手でつまみ上げられるほど大柄である。
非常に特殊な身体構造をしており、口から物が飛び込んだ際にその勢いのまま尻尾の先端まで到達する、首をかなり遠くまで伸ばす事ができる、ジェリーや金魚などの小動物が片方の耳から入って反対側の耳から出てくるなどの描写がある。またその際には、彼らが頭部を通過する様子が左右の眼球越しに確認できる。
マッチを擦るときは自分の尻で擦る。
股関節がとても柔らかいことが映画のダンスの中で見てとれる。
体全体がバラバラになる、車に轢かれる、重い物に押し潰される、高い場所から落ちる、大爆発に巻き込まれる、破裂させられる、全身が燃えて黒焦げになる などの事故や災難によっても死なない不死身のネコである。また分断されたしっぽをきれいにつなげ、その部分を握りしめ息を吹き掛けることで傷跡が残ることなく修復する、歯が粉々に砕けたとしても次のシーンでは元通りになっている、銃で全身を撃たれても体に穴が空くだけ（この時水を飲むと銃痕からジョウロのごとく水が漏れ出す）、箱の中に入っているところを、ジェリーに数本の針を刺し込まれたりノコギリで数回切り付けられたりしても応急処置だけでほぼ回復しているなど、あらゆるシーンで生命力の強さを発揮する。
一方で、ジェリーの巣穴の前に大量の爆弾を仕掛けた挙句自分が爆発に巻き込まれ昇天する（『ネズミ取り必勝法』）、掃除機に吸い込まれそうになった際にトムの魂が9つ現れたことがある（『お化け騒動』）など、死亡あるいは死亡寸前の状態にまで行った事もある。『パーティ荒し』の最後ではギロチン台の露と消えているほか、『悲しい悲しい物語』では失恋し鉄道自殺を図っている（結末は描かれていない）。『天国と地獄』では冒頭でトムの死が明確に描かれ、トムがそのままあの世へ行くという異例の展開となったが、所謂夢オチであるため、明確に死亡した回は『ネズミ取り必勝法』と『パーティ荒し』の2本である。無論、次のエピソードにおいてその死は引き継がれず、何事もなかったかのように復活する。
『トムとジェリー テイルズ』では、鶏の振りをして無理やり卵を産むシーンもある。

### 性格
食べること、寝ること、そしてジェリー（ネズミ）を追いかけることを生き甲斐としている。
ジェリーとの追いかけっこ＝序盤はトムが有利な展開であることが多いが、調子に乗りやすい、詰めが甘い、運が悪い、ジェリー側の助っ人の加勢などの要素が災いし、最終的には負ける話が殆ど。一応、稀にトムが勝利する回も存在しているが、大半はジェリーの作戦のパクリや第三者の関与、完全なる偶然が引き起こした結果であり、トム自身の実力で勝利したと言えるのは『南へ行こう』『ジェリーのいたずら作戦』ぐらいである。
また、両者引き分け（もしくは痛み分け）に終わる回も存在しており、更にはごく稀にトム自身が一切被害に遭わない作品まで存在する。
自らの意志とは別にお手伝いさんからジェリーを捕まえるよう頼まれ捕獲を試みる事もあるが、いつも失敗しており、その度にお手伝いさんからお仕置きを受けたり家から締め出されたりしている（家を何度か粉々になるほど爆破しているが、そのような回にはお手伝いさんは登場していない）。
ジェリーの捕獲にはチーズを仕掛けたばね式の鼠捕りをはじめ、ダイナマイトなどの爆薬、鈍器、銃器、あるいは家財道具などを武器やトラップとして用いる。しかしその多くがジェリーには巧みにかわされ、墓穴を掘るほどの返り討ちに遭っている。
ジェリーはもちろん、基本的に小動物は食べようとして追いかけ回すネコらしい性格をしているが、自分に懐いたアヒルの子に母性が芽生えてしまう、落雷の日に放り出した子犬を心配して連れ戻す、孤児に扮したブッチを可愛がる、飼い主の赤ん坊を（ジェリーと共に）必死で守り通すなど、お人好しで優しい一面を持つ。特にジェリーに関してはそのセンチメンタルな面が強調される。ジェリーが苦しがるふりをした際急いで「救急箱」を持ってくる、ジェリーがクリスマスの夜の吹雪の中で凍死しかけた時はジェリーを助ける、ジェリーが出て行ったときは寂しそうにする、さらにはジェリーが死んだと勘違いした際には泣き出したこともあるほど。作品によってはジェリーを本気で喰ってしまおうとしたり、ジェリーに助けられてもすぐに裏切ったりするなど意地悪さも目立つが、先述した持ち前の人の良さがより色濃く描かれる作品も非常に多い。
ジェリーと協力した時や何らかのアクシデントで追いかけっこが、中途半端・なあなあに終わった時などは、故意に自分に攻撃させてから再戦開始させようとしたりするほど、彼にとって追いかけっこは大切なことらしい。
小動物をはじめ自分より小さく弱いと判断した相手には常に強気に出るが、スパイクやブル公などの猛犬、飼い主やお手伝いさん、あるいはそれに準じる人間など、自身より強い立場には全く頭が上がらず、善戦した相手でも勝ち目がないと分かるやいなや相手に媚び諂うなど情けない様子も見られる。マッスルや本気で怒ったジェリーにも弱い。臆病で小心者な部分もあり、幽霊や怪談が苦手。
雌猫（トゥードル他）に対しては非常に惚れっぽく、その場合は他の何事も目に入らなくなる。親友でもある野良猫のブッチとは恋の鞘当てを演じることもある。意中の女性に気に入られようと歌やプレゼント（主にジェリー）で彼女を口説こうとしたりめかし込んでクールガイを気取るなどナルシストな一面もある。しかし、雌猫側から声をかけられる例はほとんどなく、先述のブッチの他、ジェリーに恋路を邪魔され醜態を晒された挙句、彼女を寝取られるなど女運に恵まれない。
金欲が強く、サーカスなどから脱走しジェリーに匿われた動物を報奨金目当てに捕まえようと奮闘する事が多い。ジェリーが書いた本の内容に憤慨したが、その本の印税を折半してもらえることが分かった途端掌を返すなど現金な性格の持ち主でもある。反面、ネズミをいじめた時点で相続した莫大な遺産が没収されると知っていながらジェリーを追い回す普段の日常を選ぶなど、金よりも追いかけっこを生き甲斐とする節も見られる。
ミルクと魚（缶詰類も含む）が大好物。かつてはジェリーの大好物であるチーズは匂いがダメらしく苦手であったが『トムとジェリー ショー』ではジェリーのチーズを取り上げて食べるシーンが、『トムとジェリー 夢のチョコレート工場』では進んで食べようとしてネズミ捕り機で指を痛めるシーンがあることから、チーズを克服している。またショックで直せでは、ジェリーを追い回している最中にジェリーをほうきでたたこうとしたお手伝いさんに誤ってトムがたたかれ、ネズミの心を持ってしまい、チーズを好んで食べたことがある。他にも屋敷の金庫に大量のチーズを隠し持っていたが、ジェリーに狙われ、結局金庫ごと強奪された。

### 特技
非常に多芸多才なネコであり、芸術面では特に音楽の才能に長けている。特にピアノの演奏は絶品で、足の指でリストを弾け、野良猫仲間とは見事なジャズセッションをする。『星空の音楽会』のラストでは、口と両手両足を使いこなしてバイオリン10台以上とトランペット4台とバスドラムを同時に演奏できたほどで、オーケストラの楽器の大半をこなすことができる。また足でギターやコントラバスを奏でることができ、上半身でジェリーを探しながら演奏を続けた事もある。
『西部の伊達ねずみ』では歌には自信が無かったと見えレコードの口パクでごまかしていたが、『オペラ騒動』では、人気絶頂のバリトン歌手として、大舞台でセビリアの理髪師・「町のなんでも屋」を熱唱する。別作品では上記の「足コントラバス」をこなしつつソロで歌った事もある。また、演奏技術どころかトム自身も一級楽器としての価値があり、特にひげを用いたギターの音はアンクル・ペコスのお気に入りだったりする。ひげは『トムとジェリー ロビン・フッド』では自ら抜いて使う。しかも、自身を弦とした場合も格別な音を奏でる。なお和訳によっては「三味線の皮にされる」と脅される話もある。
スポーツも万能で、テニス、ボウリング、サーフィン、ビリヤード、やり投、野球などこれまで様々な分野に挑戦している。特にビリヤードではプロ顔負けのドローショット（引き球）を披露する。またバンクショットの名手であり、イージーボールでも必ずクッションを使う。ただし、ゴルフはPAR4のホールで33打を記録する（スイング音をカウントするだけで50を超えている）など、得意ではない。水泳も大の苦手で、海、池、川に落ちて溺れた所をジェリーなどに何度か助けられている。『ジョーズの追跡』では迫りくるサメから逃げ泳ぐなど、後発作品などで普通に泳いでいることから、現在は克服しているようである。
このように非常に器用なため、軽業のような芸当にも秀でており、ジャグリングなどを披露することもしばしばだが、これはもっぱらジェリーに遊ばれている時に急場を凌ぐための芸当であることが多く、大抵は途中でジェリーに邪魔されて散々な結果に終わる。また、倒立の状態で、手の指だけで進むことができる。他にもアニメ的演出として、ジェリーの家の穴やビリヤードのポケットなど、元来の位置から座標をずらしたり、また自身や他の物体に対して空間をねじ曲げることができる。また、身体は信じ難いほど柔らかく、時として蛇のように靭やかに動くが、それが災いして胴体を縛り上げられる事もある。
ドジなイメージが強いが頭脳明晰で手先も器用、物を作るのには才能があるらしく、料理やメカニックに精通している。作品によってはネズミ捕り機（失敗）やレースカー、ロケットなどを作ったことがある。化学の知識も豊富にあるため、薬剤を調合するのもお手の物。毒薬どころか、物語に拠っては病気の特効薬を作ったり作ろうとしたりする。

## トムの叫び
ジェリーの策略などによって、尻尾や指などを挟まれた時や鋭い針や棘などを尻に突き刺された時にはすさまじいまでの叫び声をあげ、これがトムの被った痛みの度合いを表現しているといえる。この独特な声は「トムの叫び（Tom scream）」と呼ばれている。
普通のネコの鳴き声だった初期作品を除き、この声は作者のウィリアム・ハンナが担当。1957年（ハンナ＝バーベラ期終了）までに多くのバリエーションが録音・アーカイブされ、以降の新作でも引き続き使用されている。
2014年には『トムとジェリー ショー』のため、サウンドデザイナーのリッチ・ダンハクルによって新たな“叫び”が複数作成された。

## 親族
親戚は、容姿はトムと瓜二つだが、ネズミ恐怖症のいとこ・ジョージがいる。ジェリーと比較すると親戚の数はかなり少ないが、両親や兄弟などが明確に描写されている。妹や双子の兄弟が登場する話もある。

## 日本語吹替版声優
- 八代駿 -（初代：TBS版）
- 肝付兼太 -（2代目：ヘラルド・ポニー版、ソフト版〈ハンナ＝バーベラ期、ジーン・ダイッチ期、チャック・ジョーンズ期〉、トムとジェリー テイルズ、トムとジェリー ショー〈シーズン1〉、長編『魔法の指輪』-『スパイ・クエスト』）
- 佐藤せつじ -（3代目：トムとジェリー ショー〈シーズン2〉、〈シーズン3（『吸血鬼になっちゃった』のみ）〉、長編『すくえ！魔法の国オズ』、『夢のチョコレート工場』）

『トムとジェリー ショー』シーズン3以降の作品では、吹き替え声優を起用せずに原語版の音声を流用している。
- 高橋和枝 -（おかしなおかしな トムとジェリー 大行進）
- 高木渉 -（トムとジェリーキッズ〈シーズン1〉）
- 堀内賢雄 -（トムとジェリーの大冒険）
- ダン小路 -（ソフト版：1巻 - 7巻〈ハンナ＝バーベラ期、チャック・ジョーンズ期〉）
- 瀬水暁 -（パブリックドメインDVD版）
- 山野内扶 -（DAISO版）
- かぬか光明 -（トムとジェリー ショー〈一部の回のみ代役〉）
- せいや（霜降り明星）-（2021年の映画〈天使トム〉）[8]
- 粗品（霜降り明星）-（2021年の映画〈悪魔トム〉）[8]
- あらたけめぐみ -（とむとじぇりーごっこ）